# Омерта
Омерта (итал. omertà) је израз и кодекс части који даје легитиман значај дубоко укорењеном породичном смислу кодекса ћутања, несарадњи са властима и немешању у правне поступке других. Настао је и и даље постоји на Корзици, Сардинији и у јужној Италији где су организовани криминал и сицилијанска мафија присутни.
Такође постоји, у мањој мери, у одређеним итало-америчким квартовима где итало-америчка мафија има утицаја, као и у италијанским етничким енклавама у земљама као што су Немачка, Канада и Аустралија, где постоји италијански организовани криминал. Одмазда према доушницима је уобичајена у криминалним круговима, где су они познатији као ”пацови” или ”цинкароши”.

## Кодекс
Омерта подразумева ”…категоричку забрану сарадње са државним органима или ослањање на њихове услуге, чак и када је неко жртва злочина.”. Треба апсолутно избегавати мешати се у туђе послове, нити треба обавештавати државне органе о злочинима ни под којим условима. Чак и када је неко неправедно оптужен због злочина који није починио, треба да одслужи казну без давања полицији било какве информације о правом починиоцу злочина, чак и ако он ни на који начин није повезан са мафијом. Кршење принципа омерта је у мафији кажњиво смрћу.
Сицилијанци су прихватили овај кодекс много пре развоја тајног италијанског криминалног удружења Коза Ностра (итал. Cosa Nostra - наша ствар), и могуће је да је био под великим утицајем векова државне репресије и страних колонизација. Уочен је још у 16. веку када се користио као начин супротстављања шпанској владавини. Такође је дубоко укорењен у руралним срединама на Криту и у Грчкој.

## Порекло
По једном од првих истраживача мафије Антониу Кутрери, бившем официру јавног реда и мира, омерта је кодекс ћутања који запечаћује усне мушкараца чак и у своју одбрану, а и када је оптужени невин. Кутрера је цитирао изреку, прво изречену (по легенди) од стране рањеника свом нападачу: ”Ако преживим убићу те, ако умрем опраштам ти.”.
Основни принцип омерта је да није ”мужевно” тражити помоћ од правно утемељених органа власти ради решавања личних потешкоћа. Сумња да је доушник представљала је најцрњу мрљу за мушкост једног мушкарца, према Кутрери. Појединац коме је начињена неправда дужан је да пази на своје интересе тако што ће се лично осветити за нанету неправду; може наћи и заштитника-али никако државну власт-да обави посао.
Омерта је екстреман облик оданости и солидарности пред надлежним властима. Једно од апсолутних начела омерта јесте да је крајње понижавајуће и срамно издати чак и највећег непријатеља властима. Због овога, многи злочини у оквиру мафије никад не бивају решени. Посматрачи мафије расправљају да ли принцип омерта треба схватити као израз друштвеног консензуса у мафији или као прагматично решење засновано пре свега на страху, као што указује популарна сицилијанска пословица: "Cu è surdu, orbu e taci, campa cent'anni ‘mpaci" (”Онај који је глув, слеп и нем ће живети сто година у миру”).
Итало-амерички мафијаш Џо Валаки прекршио је принцип омерта када је 1963. јавно проговорио о постојању мафије и сведочио пред Конгресом Сједињених Америчких Држава, поставши први у модерној историји америчке мафије који је прекршио крвну заклетву.

## Друге дефиниције
Популарнија и поједностављена дефиниција кодекса омерта јесте:”Ко год се обрати властима против ближњег свог или је будала или кукавица. Ко год не може да води рачуна о себи без заштите полиције је и једно и друго. Подједнако је кукавички издати оног који је починио неправду, чак иако је та неправда на твоју штету, и не осветити се насиљем. Кукавички је и вредно презира ако рањеник изда име свог мучитеља, јер ако се опорави, природно је да очекује да се сам освети.”.